# Замок Мойгара
Замок Мойгара (англ. Moygara Castle) — один із замків Ірландії, розташований в графстві Слайго, біля озера Лох-Гара.

## Історія замку Мойгара
Замок Мойгара вперше згадується в історичних джерелах в 1285 році. Замок стоїть на берегах озера Лох-Гара. У давнину це озеро називалось Лох-Технет, але потім його стали називати Лох-Ві-Гадра за назвою клану Ві Гадра, що жив на його берегах. Потім озеро стали називати Мойгара, а клан, що жив на його берегах, стали називати О'Гара. Клан О'Гара побудував на берегах озера Мойгара три замки для захисту своїх земель. Перший замок — Мойгара, побудований на північному заході озера Лох-Гара. Він стоїть біля селища Муллайро. Замок Мойгара був побудований на місці більш давньої оборонної споруди, про яку ми маємо дуже туманні уявлення. Можливо, це був типовий для Ірландії «круглий форт». Нині замок лежить в руїнах. Стара частина замку являла собою прямокутну конструкцію з баштою на північній стороні. Вежа мала ворота, від яких збереглися тільки вбогі руїни. Малюнок замку зробив у 1878 році художник Вейкмен. Тоді ще був рельєф на башті у вигляді двох фігур, що переплелися кінцівками. Одна з фігур щось тримала в руках — що — неясно. У XIV—XV століттях замок був розбудований, були добудовані кутові вежі. У 1538 році на замок напав клан О'Доннелл. У 1581 році на замок напала армія шотландських найманців. Замок горів і був сильно зруйнований. У 1641 році спалахнуло повстання за незалежність Ірландії. Клан О'Гара підтримав повстання і замок був обложений військами Олівера Кромвеля. Під час штурму замок зазнав руйнувань. Існує кілька легенд про замок Мойгара. Є легенда, що біля замку ріс високий платан, на якому вождь клану О'Гара повісив нападників на замок після того, як відбив напад на замок. Інша легенда говорить, що замок мав золоті ворота, які потім втопили в озері Лох-Гара, щоб вони не дісталися ворогу. Руїни замку Мойгара популярні серед любителів старовини. Замок стоїть нині на приватній землі, але відкритий для відвідування туристів з дозволу землевласників. У 2013 році на території замку проводились археологічні розкопки. Були виявлені чисельні артефакти: залишки ровів, плавильних печей.